# Félix María Ramírez Barajas
Félix María Ramírez Barajas (ur. 7 grudnia 1962 w Carcasí) – kolumbijski duchowny katolicki, biskup Málagi-Soatá od 2022.

## Życiorys
Święcenia kapłańskie otrzymał 26 listopada 1988 i został inkardynowany do diecezji Málaga-Soatá. Pracował głównie jako duszpasterz parafialny, był także m.in. rektorem seminarium w Soatá, administratorem diecezji, wikariuszem biskupim ds. duszpasterskich oraz wikariuszem generalnym.
16 lipca 2022 papież Franciszek mianował go ordynariuszem diecezji Málaga-Soatá. Sakry udzielił mu 1 października 2022 nuncjusz apostolski w Kolumbii – arcybiskup Luis Mariano Montemayor.